# Dieci italiani per un tedesco (Via Rasella)
Dieci italiani per un tedesco (Via Rasella) è un film del 1962 diretto da Filippo Walter Ratti. Il film narra di due episodi dell'occupazione tedesca di Roma durante la Seconda Guerra Mondiale: l'attentato di via Rasella del 23 marzo 1944 e la rappresaglia tedesca consumata nell'eccidio delle Fosse Ardeatine, avvenuto il giorno successivo.

## Trama
Una compagnia di soldati tedeschi marcia attraverso via Rasella a Roma. Sul ciglio della strada, un partigiano fa esplodere una bomba nascosta in un carrello. Il terreno è pieno di cadaveri dopo l'esplosione.
Dopo un'incursione dei tedeschi, tutti gli abitanti maschi della strada vengono rastrellati e messi in piedi contro il muro e con le mani alzate. È notte, il paesaggio è illuminato da fari spettrali tremolanti. L'Alto Comando tedesco sta discutendo su come comportarsi con i prigionieri. Kappler, l'Obersturmbannführer SS, non può avere successo con la sua proposta di liquidazione immediata dei prigionieri. Gli uomini vengono così portati via in un camion, dopo che nel frattempo sono state montate su di loro delle mitragliatrici.
La stessa notte, Ferroni, un operaio che aveva raccolto due chili di patate con un amico, viene arrestato a casa davanti a sua moglie e figlio da una pattuglia tedesca per non aver rispettato il coprifuoco. Dal momento che suo figlio vuole aiutarlo, anche lui viene arrestato.
Per ordine del Führer, il numero di italiani da uccidere è fissato a 320 uomini: dieci italiani per un tedesco. Kappler ordina al capo della polizia Caruso di compilare per lui una lista con i nomi dei detenuti selezionati per la rappresaglia.
L'Obersturmführer Weiss simpatizza segretamente con il professor Marcello Rossi, uno degli uomini arrestati durante la retata, di cui ha letto in segreto il libro sulla responsabilità dei singoli soldati in guerra in francese. Ma Rossi lo respinge con freddezza.
Ferroni e suo figlio vengono portati nel carcere romano di Regina Coeli. Vengono portati nella cella di Sergio, che vi passa la sua ultima notte: il giorno dopo sarebbe stato rilasciato e poi avrebbe voluto sposare la propria fidanzata Mariella. Nel frattempo, i soldati trasportano i primi prigionieri condannati, selezionati tra tutti gli ergastolani e gli ebrei.
Alfonso di San Severino viene a sapere che suo figlio, con il quale non ha rapporti stretti, è stato catturato dai tedeschi come partigiano ed è anche nella lista degli italiani da uccidere. Cerca di salvare il figlio attraverso le sue conoscenze nei circoli più alti, ma riesce a farlo parlare solo per dieci minuti in prigione. Lì si riconcilia con suo figlio.
Sergio è stato riportato in cella all'ultimo momento prima del suo rilascio. Mariella cerca in tutti i modi di salvarlo, ma invano. Sono sempre più numerosi i detenuti selezionati. Anche Ferroni, suo figlio e Sergio devono uscire dalla loro cella.
Assunta Ferroni viene mandata in carcere per portare da mangiare al marito e al figlio, da cui riceve una lettera d'addio e crolla disperata.
I detenuti vengono portati in camion in una zona deserta fuori Roma. Qui, nelle grotte ardeatine, c'è il massacro dei condannati. Ferroni porta il figlio incosciente con dignità sulle proprie mani fino alla loro comune morte. L'Obersturmführer Weiss è sopraffatto dai suoi scrupoli e vuole salvare almeno una parte dei condannati, ma viene ucciso con uno sparo dall'Obersturmführer Schwartz, assistente di Kappler.

## Produzione
Enzo G. Castellari, all'epoca 24enne, in un'intervista ha dichiarato  di aver diretto la maggior parte delle scene presenti nel film e di aver preso le redini della regia già dopo pochi giorni sul set.